# Décembre 1994

## Faits marquants
- 1er décembre : Ernesto Zedillo Ponce de León succède à Carlos Salinas de Gortari à la présidence du Mexique.
- 3 décembre : La PlayStation est lancée au Japon le 3 décembre 1994
- 5 décembre : signature des mémorandums de Budapest, respectivement par la Biélorussie, le Kazakhstan et l'Ukraine ainsi que par les États-Unis, le Royaume-Uni et la Russie.
- 8 décembre : adoption d’une constitution fédérale en Éthiopie.
- 11 décembre : Une bombe explose sur le vol 434 de Philippine Airlines, tuant un homme d'affaires japonais. L'attentat était un essai sur le terrain effectué par Ramzi Yousef pour tester des explosifs qui auraient été utilisés dans l'Opération Bojinka, plan précurseurs des attentats du 11 septembre 2001.
- 17 décembre : mariage de Céline Dion et René Angélil en la Basilique Notre-Dame de Montréal
- 20 décembre : dévaluation du peso mexicain de 16 %.
- 21 décembre : éruption du Popocatépetl au Mexique.
- 24 décembre : à Alger, prise d'otages du Vol 8969 Air France qui prendra fin deux jours plus tard à l'aéroport de Marseille.
- 27 décembre : quatre Pères blancs sont assassinés dans leur monastère près de Tizi Ouzou en Algérie.

## Jour Fantôme
- Le 31 décembre n'a pas existé sur les îles de la ligne appartenant à la république des Kiribati. En effet, ces îles utilisaient le fuseau horaire UTC-10 jusqu'à la fin de l'année 1994 et passèrent directement au fuseau UTC+14 en sautant le 31 décembre.

## Naissances
- 1er décembre : Solène Gicquel, athlète française, spécialiste du saut en hauteur.
- 3 décembre : Jake T. Austin, acteur américain, rôle de Max Russo dans Les Sorciers de Waverly Place.
- 6 décembre : Giánnis Antetokoúnmpo, joueur de basket-ball grec et nigérian.
- 7 décembre : Yuzuru Hanyu, patineur artistique japonais.
- 8 décembre : Aika Ōta, chanteuse japonaise.
- 9 décembre : 
  - Camille Cerf, Miss France 2015.
  - Jonathan Destin, écrivain français († 20 août 2022).
- 19 décembre : Mamignan Touré, basketteuse française.
- 28 décembre : Adam Peaty, nageur britannique.
- 29 décembre : 
  - Chinazum Nwosu, taekwondoïste nigériane.
  - Kako, princesse impériale du Japon.

## Décès
- 4 décembre : Roger Stéphane, écrivain et journaliste.
- 7 décembre : Pierre Cloarec, coureur cycliste français (° 14 mars 1909).
- 8 décembre : Tom Jobim, musicien brésilien.
- 12 décembre : Stuart Roosa, astronaute américain (° 16 août 1933).
- 13 décembre : Antoine Pinay, homme politique français.
- 24 décembre : Rossano Brazzi, acteur.
- 26 décembre : Pietro Pavan, cardinal italien, recteur de l'Université pontificale du Latran (° 30 août 1903).